# Le Gros-Theil
Le Gros-Theil foi uma antiga comuna francesa na região administrativa da Normandia, no departamento de Eure. Estendia-se por uma área de 10,88 km². Em 2010 a comuna tinha 1 337 habitantes (densidade: 122,9 hab./km²).
Em 1 de janeiro de 2016, passou a formar parte da nova comuna de Le Bosc-du-Theil.